# بطولة تونس لألعاب القوى 1997
بطولة تونس لألعاب القوى 1997 هو الدورة 42 من بطولة تونس لألعاب القوى.

فاز بهذا الموسم النادي الرياضي للحرس الوطني.

## روابط خارجية
- الموقع الرسمي للجامعة التونسية لألعاب القوى.